# 精密科學
精密科學（英語：Exact science），或称量化科學或精确科学，是指「承認其結果絕對精確」的科學，特別是數學科學。精密科學的例子有數學、光學、天文學、及物理。像笛卡尔、莱布尼茨、康德等哲學家以及逻辑实证主义者都以此為理性以及客觀知識的典範。這些科學已在許多文化中實踐，從古代到現代。精密科學都和數學有關，其特點是有精準量化表示、準確預測，以及測試假說的嚴謹方法，尤其是利用可重覆性的實驗，其中有可量化的預測及測量。
這種將量化精密科學和其他科學分開的作法是源自於亚里士多德，他將數學和自然哲学分開，並且認為精密科學「本質上比較是數學的分支。」。托马斯·阿奎那也使用了這樣的劃分方式，他認為天文學用數學推理解釋了地球的橢球體形狀，而物理學是用四因說中的質料因來解釋。在17世紀科学革命之前，許多人接受此一概念，不過也有例外。Edward Grant曾提出有一個基礎的變化會導致新科學的產生，就是有理論可以統一精密科學以及约翰内斯·开普勒、艾萨克·牛顿等人的物理學，可以將自然現象的物理原因進行量化的量測。
也有學者將语言学和比较语言学放在精密科學中，其中最著名的學者是本杰明·李·沃夫。